# Bom Jesus da Lapa (devoção católica)

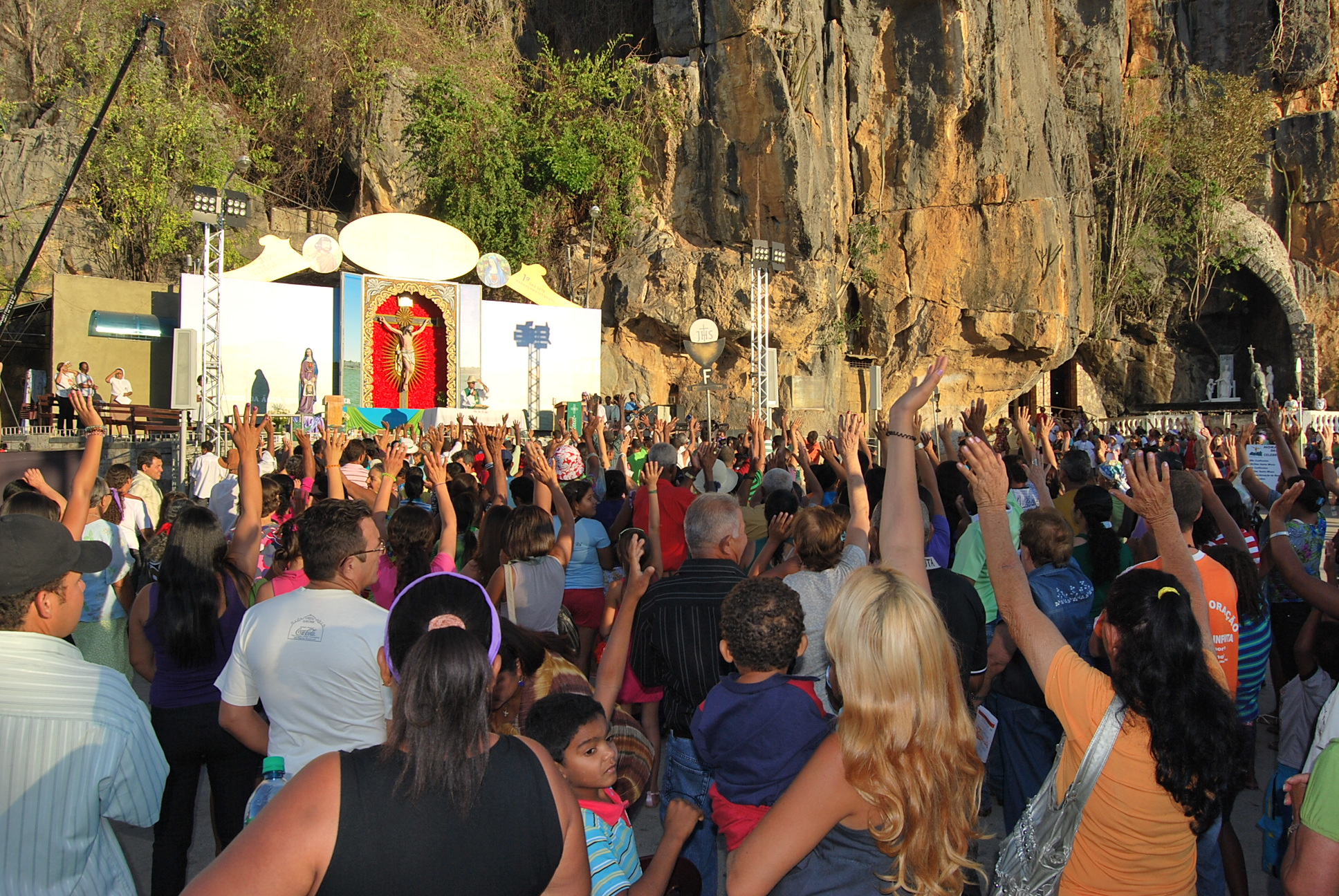
Devotos no adro do Santuário do Bom Jesus da Lapa e da Mãe da Soledade.

O Bom Jesus da Lapa é uma devoção católica nascida no território hoje correspondente à cidade baiana homônima, de onde se espalhou para várias regiões do Brasil, sobretudo no Nordeste.
A devoção ao Bom Jesus da Lapa tornou-se um aspecto importante da cultura do povo sertanejo, em especial da Bahia e estados vizinhos. As romarias que têm como destino final a cidade ocorrem durante todo o ano, mas em especial no dia 6 de agosto, data consagrada à devoção.
Nascida de forma espontânea, por iniciativa de um então leigo, a devoção tornou-se plenamente reconhecida pela Igreja Católica, que transformou o Santuário na sede da Diocese de Bom Jesus da Lapa. Ainda assim, as práticas oficiais da Igreja Católica seguem dividindo espaço com piedades populares singulares, como a prática de comercializar velas a partir da cera dos ex-votos deixados pelos peregrinos no interior do santuário.

## História
Sua origem remonta ao fim do século XVII, por iniciativa do peregrino, e posteriormente monge, português Francisco de Mendonça Mar. Segundo os relatos históricos, ele teria se estabelecido na gruta em que hoje está situado o Santuário do Bom Jesus da Lapa e da Mãe da Soledade por volta de 1690, após uma longa peregrinação pelo interior da Bahia.
Consigo carregava a imagem de Jesus crucificado e de Nossa Senhora da Soledade, trazida por ele de Portugal. Tendo-se fixado no morro da Lapa, nas proximidades do Rio São Francisco, transformou uma reentrância na rocha num oratório para a veneração pessoal dos dois ícones religiosos que trazia. Logo, grupos de pessoas das proximidades começaram a afluir em direção à Lapa, venerar o Bom Jesus, dentre os quais garimpeiros, vaqueiros e escravos alforriados.
Os fama de realização de prodígios por intermédios das duas imagens, em especial a do Bom Jesus, chegaram ao conhecimento do então Arcebispo de Salvador, que, aprovando a devoção, permitiu a construção de uma capela. Em 1709, o eremita Francisco foi ordenado sacerdote, sob o nome de Frei Francisco da Soledade, permanecendo na administração da capela até 1722, ano de sua morte.